# ساقولة
قرية ساقولة هي إحدى القرى التابعة لمركز بني مزار بمحافظة المنيا في جمهورية مصر العربية. حسب إحصاءات سنة 2006، بلغ إجمالي السكان في ساقولة 9110 نسمة، منهم 4395 رجلا و4715 امرأة.